# Mycosphaerella nerii-odori
Mycosphaerella nerii-odori är en svampart som beskrevs av A.K. Pande 1975. Mycosphaerella nerii-odori ingår i släktet Mycosphaerella och familjen Mycosphaerellaceae.   Inga underarter finns listade i Catalogue of Life.